# Olga Julianivna Kobiljanska
Olga Julianivna Kobiljanska (ukr. Ольга Юліанівна Кобиляньска - Oljga Julianivna Kobyljan'ka); (Rumunjska, Gura Humorului, 27. studeni 1863. – Ukrajina, Černivci, 21. ožujak 1942.); je poznata ukrajinska spisateljica iz karpatske regije Bukovina, koja se nalazi na današnjoj granici između Ukrajine i Rumunjske. Olga je tečno govorila ukrajinski, njemački i poljski jezik te je predstavljala jednu od prvih ukrajinskih spisateljica koja je obrađivala feminističke teme.  

## Obitelj spisateljice
Olgin otac Julian Kobiljanskij pripadao je ukrajinskoj plemićkoj obitelji s prostora Galicije te je od ranog djetinjstva utjecao na njezino poštovanje prema ukrajinskoj literaturi i kulturi općenito. Tome je doprinijela i Olgina majka Marija Werner, porijeklom iz njemačke plemićke obitelji. Marijin rođak Zacharias Werner također je bio poznati njemački dramaturg i pisac romantičnih romana. 
Olgina majka je u samom početku iz poštovanja prema njezinom ocu Julianu prihvatila grkokatoličku vjeru te je studirala ukrajinski jezik i pritom zavoljela bogatu ukrajinsku kulturu i ukrajinski narod općenito, što se odrazilo i na istaknuti patriotizam buduće spisateljice Olge. Olga je bila četvrto dijete u deveteročlanoj obitelji. Njezina dva brata, slikar Stepan i filolog Julian (autor nekoliko knjiga na latinskom jeziku), također su bili istaknuti ukrajinski intelektualci.

## Vanjske poveznice
- Refine.org: Život i djelo Olge Kobiljanske (ukr.)  Arhivirana inačica izvorne stranice od 29. travnja 2008. (Wayback Machine)
- Ukrcenter.com: Biografija Olge Kobiljanske (ukr.)  Arhivirana inačica izvorne stranice od 29. siječnja 2009. (Wayback Machine)
- Novinarka Alexandra Budna o životnom djelu Olge Kobiljanske (eng.)  Arhivirana inačica izvorne stranice od 15. svibnja 2008. (Wayback Machine)